# Iglesia de Nuestra Señora del Carmen (Sonsón)
La Iglesia de Nuestra Señora del Carmen es un templo colombiano de culto católico, dedicado a la Virgen María bajo la advocación del Carmen, está localizado en el municipio de Sonsón (Antioquia) y pertenece a la jurisdicción eclesiástica de la Diócesis de Sonsón-Rionegro. El edificio fue construido por los carmelitas en estilo neogótico, su fachada es en granito y su interior está dividido en tres naves. El altar es de estilo plateresco, fabricado en España y alberga las imágenes de la Virgen del Carmen, el Niño Jesús de Praga y el Señor de Las Misericordias. Fue diseñada por el arquitecto belga Agustín Goovaerts.

## Historia
A mediados del siglo XIX vivían los esposos Nicolás Restrepo y María del Carmen Maya, padres del Pbro. Nazario Restrepo Maya y del pedagogo José María Restrepo Maya. Dichos esposos era fervientes devotos de la Virgen del Carmen y por tal razón acometieron la empresa de construir una capilla en honor a la Virgen María bajo dicha advocación.
El 20 de julio de 1868 el obispo de Medellín, Valerio Antonio Jiménez, concedió el permiso para la construcción y el Pbro. Nazario Restrepo Maya se puso al frente de la obra. Se debe pues, a la Familia Restrepo Maya, la iniciación del culto a Nuestra Señora del Carmen en Sonsón.
Por insinuación de Monseñor Manuel José Cayzedo, arzobismpo de Medellín, los Padres Carmelitas tomaron posesión de la Capilla, el 30 de septiembre de 1914 y desde entonces hasta hoy han estado a cargo del templo.
Rosario Tobón de Restrepo, segunda esposa de Nicolas Restrepo, realizó grandes reformas en la capilla, pero fueron los Padres Carmelitas, quienes construyeron el templo actual, el cual fue bendecido por monseñor Miguel Ángel Builes, obispo de Santa Rosa de Osos, el 28 de enero de 1933. Dicho templo es de estilo neogótico; el altar es de estilo plateresco, fabricado en España y donado por Aurelio Gutiérrez; los vitrales son de gran mérito artístico con representaciones de diferentes textos bíblicos. 
La Iglesia del Carmen fue elevada a la categoría de parroquia por decreto de monseñor Alfonso Uribe Jaramillo, obispo de Sonsón-Rionegro, el 11 de febrero de 1969.